# Ségur (stanice metra v Paříži)
Ségur je nepřestupní stanice pařížského metra na lince 10 na hranicích 7. a 15. obvodu v Paříži. Nachází se pod Avenue de Suffren, pod kterou vede linka 10 u křižovatky s Rue Pérignon.

## Historie
27. července 1937 byl na lince 10 otevřen nový úsek ze stanice Duroc západním směrem do stanice La Motte-Picquet. Stanice Ségur byla ovšem otevřena až po dvou měsících 29. září.

## Název
Jméno stanice je odvozeno od názvu nedaleké Avenue de Ségur. Philippe Henri markýz de Ségur (1724-1801) byl maršál Francie a státní sekretář pro válku.

## Vstupy
Stanice má dva vchody, které se nalézají na Avenue de Suffren.

## Zajímavosti v okolí
- Budova UNESCO v Paříži
- École militaire – vojenská akademie založená v roce 1750, její budova pochází z roku 1760, studoval zde mj. i Napoleon Bonaparte. Škola dodnes poskytuje vysokoškolské vojenské vzdělání.